# Pterolepis korsakovi
Pterolepis korsakovi är en insektsart som först beskrevs av Boris Petrovich Uvarov 1942.  Pterolepis korsakovi ingår i släktet Pterolepis och familjen vårtbitare. Inga underarter finns listade i Catalogue of Life.